# Mormonia variegata
Mormonia variegata är en fjärilsart som beskrevs av W. Warren 1913. Mormonia variegata ingår i släktet Mormonia och familjen nattflyn. Inga underarter finns listade i Catalogue of Life.